# Замотин, Михаил Андреевич
Михаил Андреевич Замотин (род. 14 ноября 1937, Ленинград) — советский спортсмен, тренер по гребле на каноэ (с Наумом Прокупцом). Заслуженный мастер спорта СССР (1963).

## Биография
Выступал в соревнованиях по каноэ за ДСО «Спартак» под руководством заслуженного тренера СССР В. И. Соловьева.
Бронзовый призёр XIX Олимпийских игр (1968) на каноэ-двойке 1000 м.
Чемпион мира (1963), 2-кратный призёр первенства мира (1963, 1966).
Чемпион Европы (1963), 4-кратный призер первенств Европы (1963, 1965, 1969).
10-кратный чемпион СССР (1962—1966, 1968—1970), 7-кратный призер первенств страны (1961, 1962, 1964, 1966).
Победитель многих международных соревнований (1964—1969).
В 1970—1975 годах — старший тренер ДСО «Спартак». В 90-е годы занимался предпринимательской деятельностью.

## Награды
- Медаль «За трудовую доблесть»
- Медаль «За трудовое отличие»
- Почетный гражданин Ленинграда